# Тербан Олександр Васильович
Олекса́ндр Васи́льович Тербан (16 серпня 1981, смт Чинадійово — 30 січня 2015) — сержант Збройних сил України, учасник російсько-української війни.

## Життєпис
Закінчив чинадіївську ЗОШ. В 2009-му займався приватним підприємництвом, обробляв деревину. Кухар, працював у ресторанах Мукачева й навколишніх сіл.
У часі війни — старший кухар, 128-а окрема гірсько-піхотна бригада. Підтримував бойовий дух побратимів смачним бограчем.
30 січня 2015-го загинув під час обстрілу, що вели терористи з РСЗВ БМ-21 «ГРАД», базового табору бригади під Дебальцевим. Вояки зазначали, що снаряд влучив у кухню, де саме куховарив Тербан. У тому ж часі загинув солдат Руслан Тимченко.
Без Олександра лишилися дружина та двоє дітей — хлопчик й дівчинка.
Похований у Чинадійові.

## Нагороди та вшанування
- Указом Президента України № 282/2015 від 23 травня 2015 року, «за особисту мужність і високий професіоналізм, виявлені у захисті державного суверенітету та територіальної цілісності України, вірність військовій присязі», нагороджений орденом «За мужність» III ступеня (посмертно)[1].
- У Чинадіївській школі відкрито меморіальну дошку випускнику Олександру Тербану[2].
- Вшановується в меморіальному комплексі «Зала пам'яті», в щоденному ранковому церемоніалі 30 січня[3][4].